# Køng Sogn (Assens Kommune)
 For alternative betydninger, se Køng Sogn. (Se også artikler, som begynder med Køng Sogn)
Køng Sogn er et sogn i Assens Provsti (Fyens Stift).
Sognet var 1687-1727 anneks til Verninge i Odense Herred, men i 1800-tallet var Køng Sogn et selvstændigt pastorat. Det hørte til Båg Herred i Odense Amt. Køng blev en selvstændig sognekommune. Den blev ved kommunalreformen i 1970 indlemmet i Glamsbjerg Kommune, som ved strukturreformen i 2007 indgik i Assens Kommune.
I Køng Sogn ligger Køng Kirke fra Middelalderen og Glamsbjerg Kirke fra 1912.
I sognet findes følgende autoriserede stednavne:
- Alenbæk (bebyggelse)
- Bodebjerg (bebyggelse)
- Damgård (bebyggelse)
- Dolebanke (bebyggelse)
- Fladmose (bebyggelse)
- Glamsbjerg (bebyggelse, ejerlav)
- Glamsbjerg Grave (bebyggelse)
- Glamsbjerg Hegn (areal)
- Glamsdal (bebyggelse)
- Gummerup (bebyggelse, ejerlav)
- Hededamshuse (bebyggelse)
- Hedekrog (bebyggelse)
- Hillerup (bebyggelse)
- Holte (bebyggelse, ejerlav)
- Højbjerg (bebyggelse)
- Højrup (bebyggelse, ejerlav)
- Højrupled (bebyggelse)
- Knold (bebyggelse)
- Knoldshøj (bebyggelse)
- Køng (bebyggelse, ejerlav)
- Langerud (bebyggelse)
- Linien (bebyggelse)
- Rommerhuse (bebyggelse)
- Søholm (ejerlav, landbrugsejendom)
- Søholmshuse (bebyggelse)
- Trampeland (bebyggelse)
- Ådal (bebyggelse)